# Verkiezingen voor het Europees Parlement 2004/Kandidatenlijst/PvdA
Hieronder volgt de kandidatenlijst voor de Europese Parlementsverkiezingen 2004 van P.v.d.A./Europese Sociaaldemocraten.

## De lijst
1. Max van den Berg
2. Jan Marinus Wiersma
3. Edith Mastenbroek
4. Dorette Corbey
5. Thijs Berman
6. Ieke van den Burg
7. Lily Jacobs
8. Emine Bozkurt
9. Jan Cremers
10. Gerrit Valk
11. Jenny Ytsma
12. Lo Breemer
13. Erik van Merrienboer
14. Anita Andriesen
15. Paul Depla
16. Veronica Dirksen
17. Jan Hamming
18. Rein Welschen